# Torre de Sant Felipet

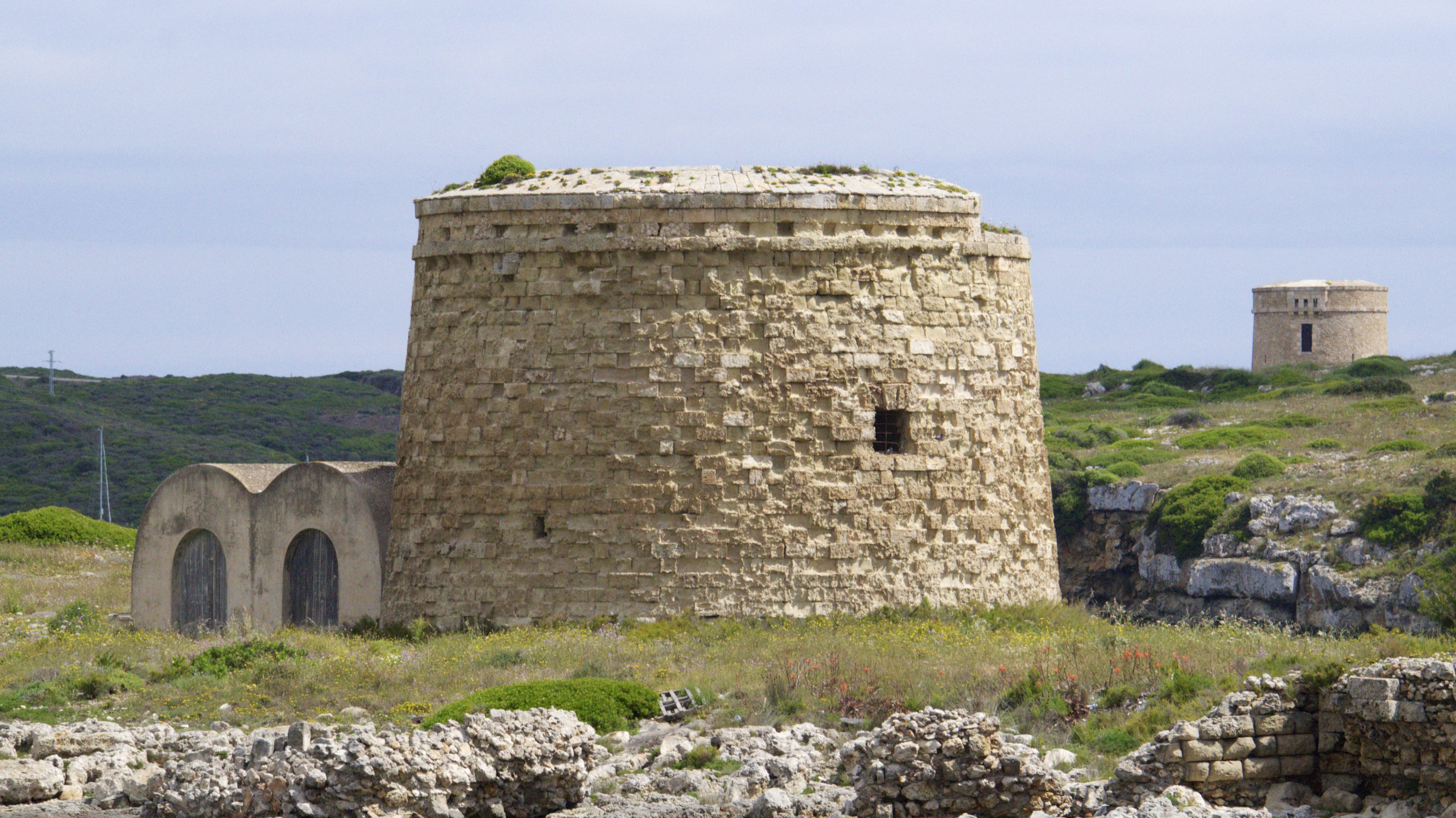
Torre de Sant Felipet, a la dreta la Torre de la Mola

La Torre de Sant Felipet, o Torre de Felipet, és una torre de guaita, del tipus torre Martello, situada a l'illa de Llatzeret, dins del port de Maó (Menorca).

## Història
Va ser construïda el 1798, durant la dominació britànica de l'illa de Menorca, per al control de les embarcacions que entraven al port. L'enginyer director de l'obra va ser el capità d'enginyers D'Arcy, sota el comanament del general Stuart, gobernador de Menorca. Es construí sobre les ruïnes d'un fortí homònim, que Carles III ordenà demolir el 1782.

## Descripció
La torre té tres plantes, com totes les torres Martello: la inferior, per a magatzems de pólvora, queviures i recanvis; la intermèdia, per a l’habitació de la guarnició i amb la porta d'accés a la torre, que es comunica amb la terrassa per una escala de caragol i amb la planta baixa, per una trapa al terra. La terrassa era circular envoltada pel parapet, on hi havia un matacà amb espitlleres des d'on es disparava per a la defensa de la porta d'accés. Al costat de la torre es van construir a finals del segle xix dos edificis, amb sostres amb volta de canó, que van servir per guardar el material de les defenses submarines del port de Maó.